# George Tiller
George Tiller (ur. 8 sierpnia 1941 r., zm. 31 maja 2009 r.) – amerykański ginekolog.
Tiller prowadził w Wichita w Kansas klinikę aborcyjną specjalizującą się w tzw. późnych aborcjach (po 21. tygodniu ciąży) – jedną z trzech tego typu na terenie Stanów Zjednoczonych. W klinice tej w 1985 podłożono bombę, on sam został postrzelony w 1993.

## Zabójstwo
W maju 2009 został zastrzelony w kościele luterańskim w stanie Kansas przez 51-letniego aktywistę antyaborcyjnego Scotta Roedera. Tiller służył podczas niedzielnego nabożeństwa w swoim kościele w Wichita (rozdawał ulotki przy wejściu). Nosił ochronną kamizelkę - kiedy w 1998 roku został zamordowany inny lekarz, FBI ostrzegło Tillera, że jest głównym celem na liście stosujących przemoc antyaborcjonistów. Napastnik strzelił w głowę z bliska, raniąc śmiertelnie ofiarę. Zabójca został skazany przez sąd w Kansas City na dożywocie z możliwością ubiegania się o warunkowe zwolnienie nie wcześniej niż po odbyciu 50 lat kary.